# Mistrzostwa Europy U-18 w rugby 7 kobiet
Mistrzostwa Europy U-18 w rugby 7 kobiet – oficjalny międzynarodowy turniej rugby 7 o zasięgu kontynentalnym mający na celu wyłonienie najlepszej w Europie żeńskiej reprezentacji narodowej złożonej z zawodniczek do lat osiemnastu. Organizowany jest corocznie przez Rugby Europe od roku 2014.

## Medaliści
| Rok  | Gospodarz                       | złoto                           | srebro                          | brąz                            | Źródło |
| ---- | ------------------------------- | ------------------------------- | ------------------------------- | ------------------------------- | ------ |
| 2014 | Szwecja                         | Anglia U-18                     | Walia U-18                      | Holandia U-18                   |        |
| 2015 | Belgia                          | Anglia U-18                     | Hiszpania U-18                  | Niemcy U-18                     |        |
| 2016 | Francja                         | Francja U-18                    | Hiszpania U-18                  | Anglia U-18                     |        |
| 2017 | Francja                         | Anglia U-18                     | Walia U-18                      | Francja U-18                    |        |
| 2018 | Francja                         | Francja U-18                    | Wielka Brytania U-18            | Irlandia U-18                   |        |
| 2019 | Polska                          | Francja U-18                    | Anglia U-18                     | Rosja U-18                      |        |
| 2021 | Zawody tylko na poziomie Trophy | Zawody tylko na poziomie Trophy | Zawody tylko na poziomie Trophy | Zawody tylko na poziomie Trophy |        |
| 2022 | Czechy                          | Francja U-18                    | Hiszpania U-18                  | Irlandia U-18                   |        |
| 2023 | Czechy                          | Francja U-18                    | Hiszpania U-18                  | Czechy U-18                     |        |
| 2024 | Francja                         | Francja U-18                    | Hiszpania U-18                  | Czechy U-18                     |        |